# Morro del Tulcán
El Morro del Tulcán o Pirámide de Tucán es el principal sitio arqueológico de Popayán. Este consiste en una pequeña loma no natural en forma de pirámide truncada, en la cual se encontraron elementos de la época precolombina, aproximadamente entre los años 500 – 1600 a. C, período que se conoce como "de las Sociedades Cacicales Tardías". Pubenence, este monumento fue datado aproximadamente entre el año 800 d. C. y el Siglo XIII d. C.

## Excavaciones
Algunos guaqueros habían vaciado tumbas en el lugar. En marzo de 1957, después de una tormenta hubo una avalancha que dejó al descubierto en el Morro del Tulcán una abertura en la cual se reveló una pared de 3 m de alto con mosaicos de adobe. La Universidad del Cauca encargó al antropólogo colombiano Julio César Cubillos Chaparro de las excavaciones en el sito, que comenzaron el 15 de julio de 1957.
Realizó 13 trincheras donde fueron hallados caminos de piedra, tapizado de piedra en la parte superior de la pirámide, escalones y tumbas. También encontraron conchas marinas y piedras preciosas de otros sitios de Colombia y de otras regiones del continente. Los arqueólogos también concluyeron según los estudios realizados que hubo un lago (artificial o natural) que rodeaba la pirámide. Según Cubillos en torno a esta pirámide de 80 m de alto, existió una cultura muy sofisticada.

### Fotografías de las excavaciones

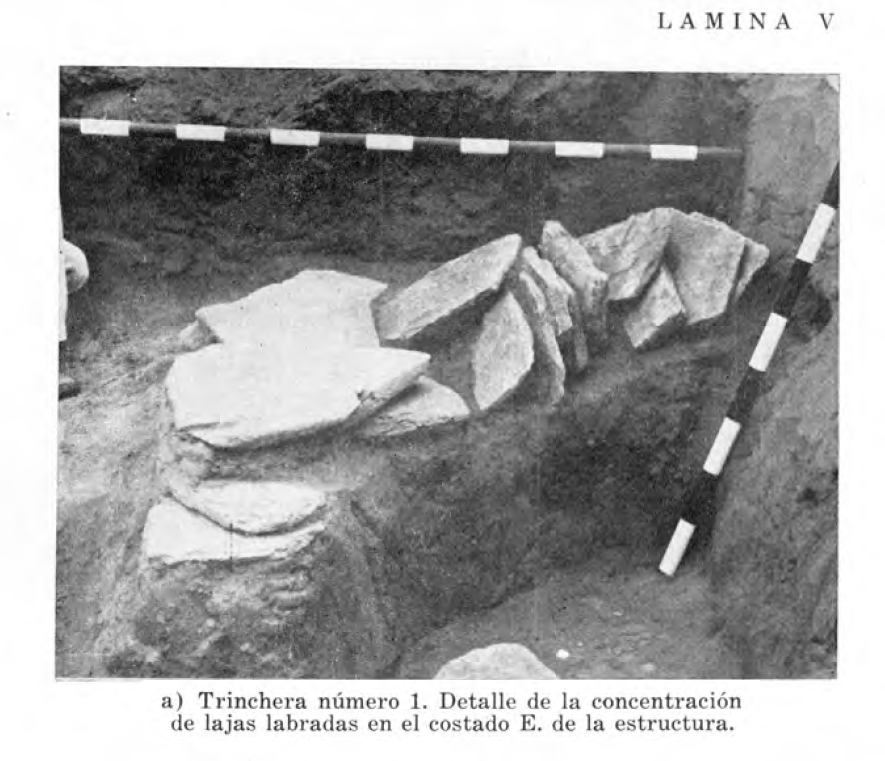
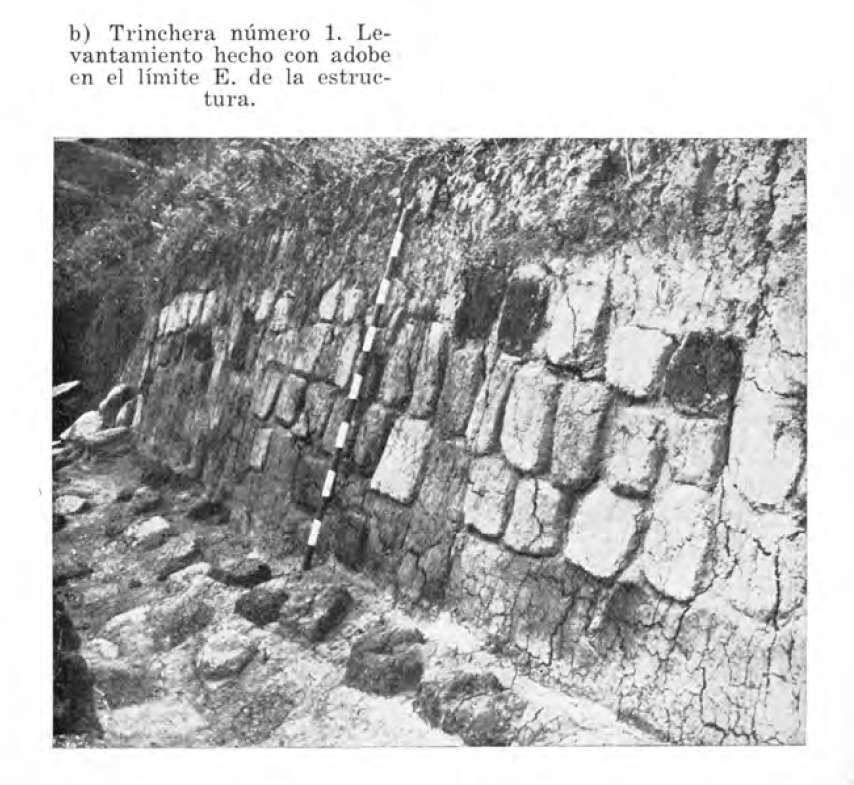
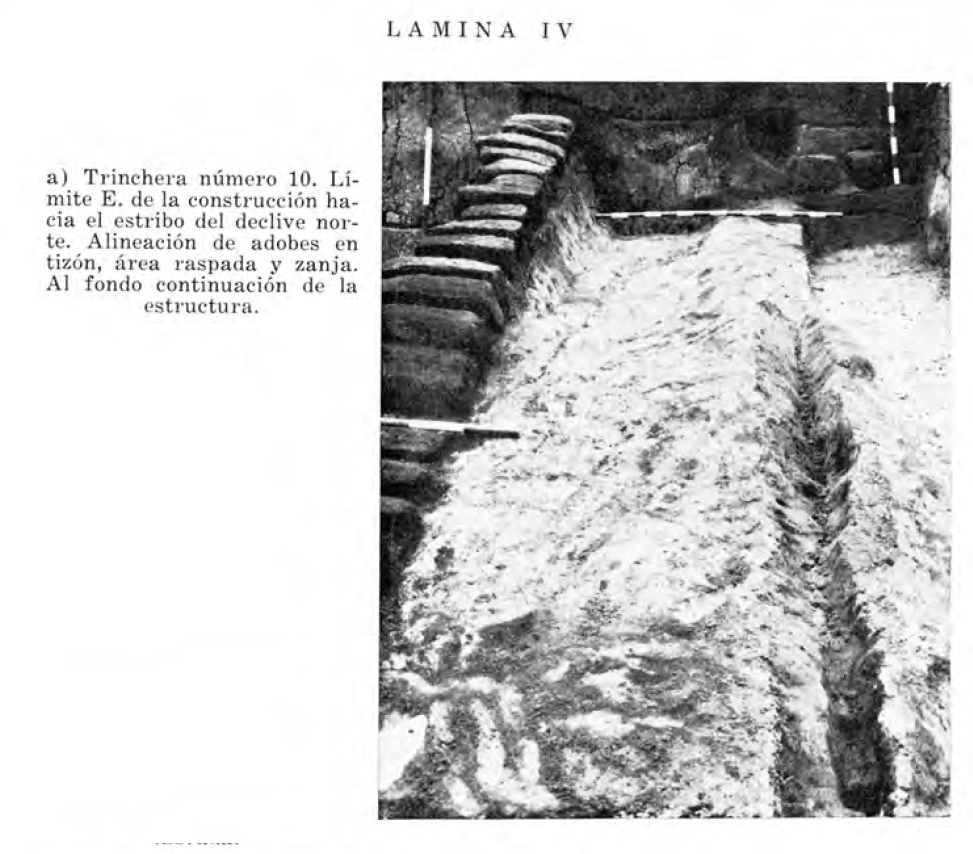
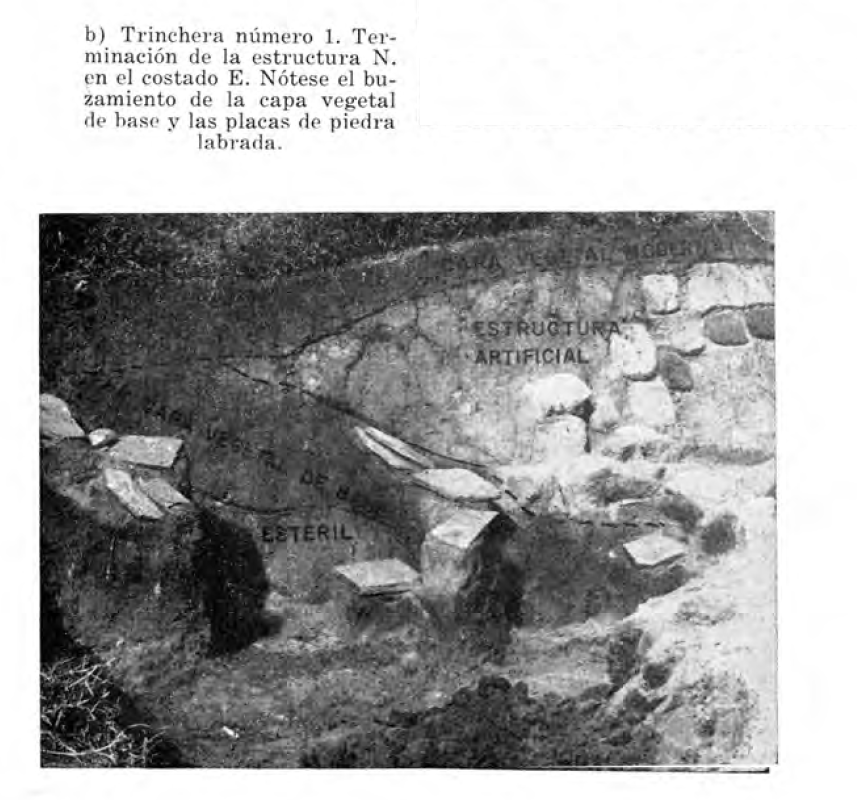

## El conflicto de las estatuas
Dentro de la visión del poeta Guillermo Valencia y de otros intelectuales, en El Morro se iba a erigir la estatua del "Cacique Pubén", en honor a la historia indígena precolombina. Esta estatua fue encargada al escultor colombiano Rómulo Rozo. La obra de Rozo "desapareció". En 1937 se construyó una carretera de acceso que causó rupturas en la construcción indígena. En 1940 se destruyó la cúspide de la pirámide para poner un pedestal  e inaugurar en la cima del Morro, en vez de la estatua del cacique, un monumento en honor al conquistador Sebastián de Belalcázar, quien llevó a cabo la fundación española en Popayán, con una estatua ecuestre elaborada por el artista español Victorio Macho. El maestro Guillermo Valencia se alzó contra estos hechos y declaró: "hay que dejar a los necios con sus necedades; de una obra de arte hicieron un pisa papel".
El 16 de septiembre de 2020, la estatua de Belalcázar fue desprendida de su pedestal y derribada por manifestantes de la etnia Misak.